# Macas (Ecuador)
Macas, también conocida como Nuestra Señora del Rosario de Macas, es una ciudad ecuatoriana; cabecera cantonal del Cantón Morona y capital de la Provincia de Morona Santiago, así como la urbe más grande y poblada de la misma. Se localiza al centro-sur de la Región amazónica del Ecuador, en los flancos externos de la cordillera oriental de los Andes, entre los ríos Upano y Jurumbaino, a una altitud de 1030 m s. n. m. y con un clima lluvioso tropical de 19 °C en promedio.
Es llamada "La Esmeralda Oriental" por su ubicación geográfica. En el censo de 2022 tenía una población de 22.398 habitantes, lo que la convierte en la sexagésima tercera ciudad más poblada del país y quinta de la amazonía, detrás de Nueva Loja, El Coca, Puyo y Tena. La ciudad es el núcleo del área metropolitana de Macas, la cual está constituida además por ciudades y parroquias rurales cercanas; el conglomerado alberga a más de 40.000 habitantes, y asimismo, ocupa la quinta posición entre las conurbaciones amazónicas.
Fue fundada el 15 de agosto de 1563, por Juan de Salinas y Guinea, y desde el siglo XVII es una de las principales asentamientos de la región amazónica a su ubicación geográfica. Sin embargo, es en el siglo XX cuando presenta un acelerado crecimiento demográfico hasta establecer un poblado urbano, que sería posteriormente, uno de los mayores núcleos urbanos de la región. Es uno de los más importantes centros administrativos, económicos, financieros y comerciales de la amazonía. Las actividades principales de la ciudad son el comercio, la ganadería y la agricultura.

## Toponimia
Existen diversas teorías del posible origen de "Macas", entre las principales están:
- Del mocoa "maca", cosa; de "maca"(miña), nombre de un árbol de Brasil.
- Del ayamara "maca"(y), que significa golpear; o de "maca"(cha), cántaro muy grande; o de "maca"(ya), maldiciente, insultante.
- Del quichua "macas", que se traduce como cántaro mayor.
- Del apellido:

Apellido autóctono Cañari y de origen kichwa, registrado en 1616  en Déleg, Cañar, con más presencia en Loja, extendido a Orellana, Sucumbios, Pichincha, El Oro. Marcia  Stacey, lo menciona como apellido indígena, con 276 personas que habitaban en Saraguro. (Stacey, 1995: p. 43). Mencionado por Jijón y Caamaño, como apellido indígena de Santiago, Loja. (Jijón, 1941, p. 49).  Macas, ciudad capital de la provincia amazónica de Morona Santiago. Del quichua mak’as: vasija grande de arcilla para guardar líquidos o licores; porongo.  (Rosat, 2004, 569-570). De la lengua pampanga magcas: hombre valeroso, o esforzado (Fray Diego de Bergaño, 1860, p. 171). De la lengua pangasinan de Filipinas macas: disminuirse el agua  porque la absorbe la tierra (Fray Lorenzo Fernández, 1865, p. 215). Del quichua makas: planta tuberosa, de la familia de las crucíferas (Lepidium Meyenii) cultivada en la región andina. (Rosat, 2004: p. 569). De la lengua girawa de Papúa Nueva Guinea makas especie de árbol (Lillie, 2005, p. 22). De la lengua rama de Nicaragua makás, véase sáùk makás “anzuelo, gancho (punta)”. (Walter Lehmann Traducido por Frenzel, 2013, p. 96). (Tomado del libro "Origen y significado de los apellidos del Ecuador" de la Lic. Miryam Isabel Correa Correa y el Dr. Jorge Enrique García Alberca, 2018, p. 230).

## Historia

### Orígenes y época colonial
Cuando los españoles llegaron a colonizar la zona, las Gobernaciones de Quijos y Yaguarzongo se disputaron la conquista de la "tierra de Macas". En 1549, Hermano de Benavente consiguió permiso para explorar las "tierras de Macas", y con 150 hombres partió desde Cuenca, y avanzó hasta encontrarse con la resistencia del pueblo shuar. En 1563, Juan Salinas Loyola, Gobernador de Yaguarzongo, por orden del Gobernador de Quijos, Vásquez de Ávila, emprende otra expedición a las tierras de Macas; y el 15 de agosto de 1563, Juan de Salinas y Guinea, su sobrino, fundó Nuestra Señora del Rosario de Macas, junto a jefes indígenas; aunque tiempo después la población desapareció, y se desconoce desde entonces dónde fue fundada por primera vez la ciudad macabea.
Juan Salinas Loyola, Gobernador de Yaguarzongo y tío del fundador, envía a José Villanueva Maldonado para que fundara otra ciudad para legitimar aquella zona como parte de la jurisdicción de Yaguarzongo. Cumpliendo esta comisión, Villanueva Maldonado, fundó Sevilla de Oro en el año 1575. Luego, estas tierras son incorporadas a la Gobernación de Quijos. La ciudad estaba situada en el margen izquierdo del río Upano un poco más al sur de la actual parroquia Sevilla Don Bosco, se cree que fue una ciudad poblada e importante hasta que sucedió su total destrucción por parte del pueblo shuar en 1599, que estaban molestos por el maltrato de parte de los españoles. Unos cuantos sobrevivientes de la masacre cruzaron el río Upano hacia las tierras de los Macas estableciéndose en el sitio donde se encuentra la actual ciudad de Macas.

### Época republicana
En la Ley de División Territorial de la República de Colombia de 1824, se establece a Macas como cabecera del cantón homónimo, perteneciente a la Provincia de Chimborazo. Ya en la época republicana, el 29 de mayo de 1861, Macas es considerada como cabecera del Cantón Sangay, de la Provincia del Chimborazo.
En 1870 llegan misioneros Jesuitas, pero en 1886 son expulsados disposición gubernamental. En 1901 el Municipio del Cantón Sangay realizó pequeñas obras en la vía Macas - Zuñac - Riobamba, por donde en 1906 entran algunos comerciantes cascarilleros colombianos. Más tarde, el 3 de marzo de 1911, por disposición del Gobierno Interino de Carlos Freire Zaldumbide, parte de Riobamba hacia Macas la misión "Tufino - Álvarez" para buscar una ruta para la vía Riobamba - Macas. En 1920, se crean las provincias de: " Napo Pastaza" y "Santiago Zamora", considerando a Macas como capital de Santiago Zamora y se cambió el nombre de "Cantón Sangay" por el de "Cantón Morona Santiago", su primer Jefe Político fue el comandante Manuel Bejarano.
Posteriormente, en 1924 llegan los Misioneros Salesianos, y abren una escuela sostenida por el estado. El Padre Juan Vigña, por el año de 1934, convocó a algunos moradores a la construcción de la primera planta hidroeléctrica con las aguas del Plazayacu. Durante los siguientes años, se establecieron algunas bases militares en la zona; en 1941, vino la invasión peruana y los habitantes de Macas se aprestaron a defender el territorio nacional. En 1946 se construye un campo de aviación, gracias a la ayuda del coronel de aviación Edmundo Carvajal Flores. El 6 de junio de 1947, Carvajal aterriza por primera vez en la pista de Macas, aún en construcción, en un avión monomotor de guerra, de dos pasajeros.

## Geografía
El clima de Macas es cálido-húmedo con temperaturas elevadas durante todo el año, debido a la poca altitud de la zona. Su proximidad a la cordillera de los Andes suaviza la temperatura haciendo que el clima sea más suave. La temperatura media es de 20 °C. La ciudad es atravesada longitudinalmente por el río Upano.

## Política
Territorialmente, la ciudad de Macas está organizada en una sola parroquia urbana, mientras que existen 8 parroquias rurales con las que complementa el aérea total del Cantón Morona. El término "parroquia" es usado en el Ecuador para referirse a territorios dentro de la división administrativa municipal.
La ciudad de Macas y el cantón Morona, al igual que las demás localidades ecuatorianas, se rige por una municipalidad según lo previsto en la Constitución de la República. El Gobierno Autónomo Descentralizado Municipal de Morona, es una entidad de gobierno seccional que administra el cantón de forma autónoma al gobierno central. La municipalidad está organizada por la separación de poderes de carácter ejecutivo representado por el alcalde, y otro de carácter legislativo conformado por los miembros del concejo cantonal.
La ciudad de Macas es la capital de la provincia de Morona Santiago, por lo cual es sede de la Gobernación y de la Prefectura de la provincia. La Gobernación está dirigida por un ciudadano con título de Gobernador de Morona Santiago y es elegido por designación del propio Presidente de la República como representante del poder ejecutivo del estado. La Prefectura, algunas veces denominada como Gobierno Provincial, está dirigida por un ciudadano con título de Prefecto Provincial de Morona Santiago y es elegido por sufragio directo en fórmula única junto al candidato viceprefecto. Las funciones del Gobernador son en su mayoría de carácter representativo del Presidente de la República, mientras que las funciones del Prefecto están orientadas al mantenimiento y creación de infraestructura vial, turística, educativa, entre otras.
La Municipalidad de Morona, se rige principalmente sobre la base de lo estipulado en los artículos 253 y 264 de la Constitución Política de la República y en la Ley de Régimen Municipal en sus artículos 1 y 16, que establece la autonomía funcional, económica y administrativa de la Entidad.

### Alcaldía
El poder ejecutivo de la ciudad es desempeñado por un ciudadano con título de Alcalde del Cantón Morona, el cual es elegido por sufragio directo en una sola vuelta electoral, sin fórmulas o binomios en las elecciones municipales. El vicealcalde no es elegido de la misma manera, ya que una vez instalado el Concejo Cantonal se elegirá entre los ediles un encargado para aquel cargo. El alcalde y el vicealcalde duran cuatro años en sus funciones, y en el caso del alcalde, tiene la opción de reelección inmediata o sucesiva. El alcalde es el máximo representante de la municipalidad y tiene voto dirimente en el concejo cantonal, mientras que el vicealcalde realiza las funciones del alcalde de modo suplente mientras no pueda ejercer sus funciones el alcalde titular.
El alcalde cuenta con su propio gabinete de administración municipal mediante múltiples direcciones de nivel de asesoría, de apoyo y operativo. Los encargados de aquellas direcciones municipales son designados por el propio alcalde. Actualmente, el alcalde de Morona es Francisco Andramuño, elegido para el periodo 2023 - 2027.

### Concejo cantonal
El poder legislativo de la ciudad es ejercido por el Concejo Cantonal de Morona el cual es un pequeño parlamento unicameral que se constituye al igual que en los demás cantones mediante la disposición del artículo 253 de la Constitución Política Nacional. De acuerdo a lo establecido en la ley, la cantidad de miembros del concejo representa proporcionalmente a la población del cantón.
Morona posee 5 concejales, los cuales son elegidos mediante sufragio (Sistema D'Hondt) y duran en sus funciones cuatro años pudiendo ser reelegidos indefinidamente. De los siete ediles, 2 representan a la población urbana mientras que 3 representan a las 8 parroquias rurales. El alcalde y el vicealcalde presiden el concejo en sus sesiones. Al recién instalarse el concejo cantonal por primera vez los miembros eligen de entre ellos un designado para el cargo de vicealcalde de la ciudad.

## Turismo

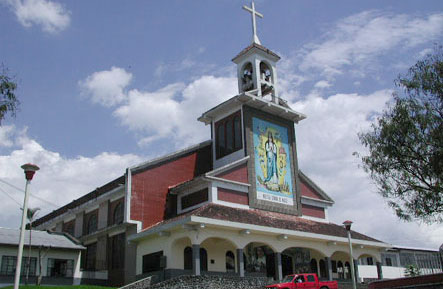
Catedral de la Virgen Purísima de Macas.

El turismo en una de las industrias más vitales de Macas y, en los últimos años, está en constante cambio. La ciudad se encuentra con una creciente reputación como destino turístico por su ubicación en plena selva amazónica, una de las siete maravillas naturales del mundo. A través de los años, Macas ha incrementado su oferta turística; actualmente, el índice turístico creció gracias a la campaña turística emprendida por el gobierno nacional, "All you need is Ecuador". El turismo de la ciudad se enfoca en su belleza natural, interculturalidad, gastronomía, y deportes de aventura. En cuanto al turismo ecológico, la urbe cuenta con espaciosas áreas verdes, y la mayoría de los bosques y atractivos cercanos están bajo su jurisdicción.
El turismo de la ciudad se relaciona íntimamente con el resto del cantón; el principal atractivo del cantón es la naturaleza, dotada de una alta biodiversidad. En la zona hay variedades de artesanías hechas en balsa y de tagua hechas en otros lugares y revendidas en esta localidad. A través de los años ha continuado con su tradición comercial, y actualmente en un proceso fundamentalmente económico, apuesta al turismo, reflejándose en los cambios en el ornato de la ciudad. Los destinos turísticos más destacados son:
- Catedral de la Virgen Purísima: Es la iglesia principal de la ciudad y del Vicariato Apostólico de Méndez. Su construcción empezó en 1980 y culminó el 5 de agosto de 1992. En su interior se encuentra una antigua imagen de la Virgen Purísima. También se encuentra la imagen del Cristo de Resurrección, dicho monumento fue diseñado y construido por el artista riobambeño Luis Enrique Montúfar. Está ubicada frente al Parque Central, en el corazón de la ciudad.[11]

- Pasaje de la Calle Domingo Comín: Está construido por 7 casetas, las mismas que en su mayoría están conformadas por bazares; junto a ellas hay jardineras de plantas ornamentales y típicas de Macas. Tiene una extensión de 2 cuadras en las cuales hay importantes lugares como: el Consejo Provincial, el Centro Artesanal, el Banco Nacional de Fomento, Agencias de Viajes, Casas de Cambio, restaurantes (de los cuales 4 son de comidas típicas). Se ubica entre el Parque Central y el Parque Cívico.

- Parque Cívico: Se encuentra al lado Este del Parque Central, se lo construyó con la finalidad de ocupar una ladera existente entre la Catedral y el Parque Central. El Parque Cívico consta de tres cuerpos: en el primero existe una plaza con una pileta de 3 cuerpos; en el segundo cuerpo hay espacios decorativos de helechos, árboles ornamentales y varias bancas para descansar; y en el tercer cuerpo observamos una serie de árboles ornamentales, una vista panorámica del centro de la ciudad, más bancas y un muro, junto al muro se encuentra el busto del misionero Salesiano Carlos Simonete. En los muros que separan los cuerpos existe el dibujo de un sol que simboliza la etapa precolombina.[12]
- El mirador de El Quílamo: El cerro del Quílamo, se encuantra en la zona este de la ciudad y en la cima de este se encue tra el momento a "Nuestra Señora Purisima de Macas", en el lugar se puede obsrvar todo el Valle del Upano, en donde se encuentra la ciudad de Macas, de la misma manera en la parte posterior de este se puede observar la densa selva y el majestuoso Volcán Sangay; en este lugar se puede deleitar de café de la zona y de la gastronomía local. En la fiesta jurada del 18 de febrero a la Virgen Purísima se realiza la peregrinación del pueblo macaabeo a este monumento dónde se realiza la celebración eucarística en la capilla que existe al interior del edificio base.
- Parque Recreacional: Este majestuoso parque se encuentra en barrio El Mirador a cuatro cuadras al norte de la Catedral de la ciudad, dentro de este lugar se puede encontrar una armonía y paz con la naturaleza pues sus camineras se encuentran cubriertas por sombrosos árboles de al menos 3 metros de altura de décadas de antigüedad, así mismo en el centro del parque se encuentra una cafetería, un orquídeareo y en la parte atrás tiene un medio puente de mirador hacia en río Upano.
- Pasaje El Mirador:  se encuentra en el costado sur del parque recreativo, en la calle del mismo nombre. Este malecón fue recién inaugurado y se puede obtener hermosas postales del río Upano cuenta con un puente al aire y grandes parasoles con luminarias nocturnas, un lugar ideal para visitar tanto de día cómo de noche, además tiene un anexo con el parque recreativo donde hay piletas, bares, restaurantes y cafeterías.
- Pasaje General Proaño: Se encuentra en pleno centro de la urbe entre las calles 24 de mayo y soasti, tiene una extensión de dos cuadras y es 100% peatonal en el se entran banquetas, cafeterías, panaderías, bares, restaurantes de comida típica, heladerías y más locales donde se puede tener un agradable rato entre familia o amigos.

## Transporte
El Aeropuerto de Macas este aeropuerto es llamado con el nombre del Coronel. Edmundo Carvajal  es un aeropuerto que une a Macas con la capital del Ecuador, Quito también se puede acceder en autobuses que salen desde las distintas ciudades ecuatorianas.

### Terrestre
El transporte público es el principal medio transporte de los habitantes de la ciudad, tiene un servicio de bus público urbano en expansión, y es una de las pocas ciudades amazónicas que cuenta con uno. El sistema de bus no es amplio y está conformado por pocas empresas de transporte urbano. La tarifa del sistema de bus es de 0,30 USD, con descuento del 50% a grupos prioritarios (menores de edad, adultos mayores, discapacitados, entre otros). Además existen los buses interparroquiales e intercantonales para el transporte a localidades cercanas.
Gran parte de las calles de la ciudad están asfaltadas o adoquinadas, aunque algunas están desgastadas y el resto de calles son lastradas, principalmente en los barrios nuevos que se expanden en la periferia de la urbe.

#### Avenidas importantes
- Soasti
- 9 de octubre
- 24 de mayo
- 29 de mayo
- Jaime Roldós
- Amazonas
- 13 de abril
- Domingo Comín
- Simón Bolívar

El Terminal Terrestre de Macas es el principal centro de transporte terrestre de la ciudad de Macas, capital de la provincia de Morona Santiago, en la región amazónica de Ecuador. Este terminal conecta a la ciudad con importantes destinos como Quito, Riobamba, Cuenca, Puyo, y otras localidades de la Amazonía y la Sierra ecuatoriana. Sus instalaciones cuentan con servicios básicos como boleterías, áreas de espera, locales comerciales y servicios higiénicos, diseñados para brindar comodidad a los viajeros. Además de su importancia como eje de movilidad, el terminal es clave para el turismo, ya que facilita el acceso a atractivos como el Parque Nacional Sangay, cascadas, y comunidades indígenas Shuar y Achuar, promoviendo el desarrollo económico y cultural de la región.

## Gastronomía
La cultura gastronómica de Macas conforma una colorida variedad de comidas influenciada por sus propias raíces amazónicas así como la inmigración interna. En Macas se puede disfrutar de las más variadas comidas típicas de la selva. Su cocina está bien abastecida por el factor natural in situ, por ejemplo, la pesca. Uno de los platos más típicos es el ayampaco, que es carne de res o de pollo envuelto en hojas, que hay en la selva, que luego son asadas. Otro plato típico es la carne asada con yuca (especie de tubérculo), y ensalada. Las bebidas van desde la guayusa (bebida a base de hojas) hasta numerosos de zumo de frutas tropicales. Otros alimentos típicos son:la chonta, papa china, palmito. Los platos típicos de la ciudad son:
- Ayampaco de tilapia
- Ayampaco de carachama
- Seco de guanta
- Pincho de chontacuro
- Chicha de chonta
- Chicha de yuca
- Chicha masticada de yuca
- Guayusa
- Ayahuasca

## Economía
Macas es una ciudad de amplia actividad comercial. La ciudad es el mayor centro económico y comercial de la provincia de Morona Santiago y uno de los principales de la región amazónica. Alberga grandes organismos financieros y comerciales del país. Su economía se basa en el comercio, el turismo y la agricultura. Las mayores industrias extracción de la ciudad están conformadas por la maderera y agrícola (piscicultura, avicultura, etc.) Los principales ingresos de los macabeos son el comercio formal e informal, los negocios, la agricultura y la acuicultura; el comercio de la gran mayoría de la población consta de pymes y microempresas, sumándose de forma importante la economía informal que da ocupación a miles de personas.
La actividad comercial y los beneficios que brindan se ven también a nivel corporativo, las oportunidades del sector privado al desarrollar modelos de negocios que generen valor económico, ambiental y social, están reflejadas en el desarrollo de nuevas estructura, la inversión privada ha formado parte en el proceso del crecimiento de la ciudad, los proyectos inmobiliarios, urbanizaciones privadas, y oficinas, han ido en aumento, convirtiendo a la ciudad en un punto estratégico y atractivo para hacer negocios en la amazonía.

## Medios de comunicación
La ciudad posee una red de comunicación en continuo desarrollo y modernización. En la ciudad se dispone de varios medios de comunicación como prensa escrita, radio, televisión, telefonía, Internet y mensajería postal. En algunas comunidades rurales existen telefonía e Internet satelitales.
- Telefonía: Si bien la telefonía fija se mantiene aún con un crecimiento periódico, esta ha sido desplazada muy notablemente por la telefonía celular, tanto por la enorme cobertura que ofrece y la fácil accesibilidad. Existen 3 operadoras de telefonía fija, CNT (pública), TVCABLE y Claro (privadas) y cuatro operadoras de telefonía celular, Movistar, Claro y Tuenti (privadas) y CNT (pública).

- Radiofusión: Dentro de esta lista se menciona una gran cantidad de sistemas radiales de transmisión nacional y local e incluso de provincias vecinas.

- Medios televisivos: La mayoría son nacionales, aunque se ha incluido canales locales recientemente. El apagón analógico se estableció para el 31 de diciembre de 2023.[14]

## Deporte
La Federación Deportiva de Morona Santiago es el organismo rector del deporte en toda la Provincia de Morona Santiago y por ende en Macas se ejerce su autoridad de control. El deporte más popular en la ciudad, al igual que en todo el país, es el fútbol, siendo el deporte con mayor convocatoria. Actualmente existen dos equipos de fútbol macabeos activos en la Asociación de Fútbol No Amateur de Morona Santiago, que participan en el Campeonato Provincial de Segunda Categoría de Morona Santiago.

### Escenarios deportivos
El principal recinto deportivo para la práctica del fútbol es el Estadio Tito Marcelo Navarrete. Fue inaugurado en el año 2013. Es usado para la práctica del fútbol, Tiene capacidad para 2.000 espectadores. Desempeña un importante papel en el fútbol local, ya que los clubes de Macas o clubes de Sucúa como el Club Deportivo Formativo Municipal Sucúa hacen o hacían de local en este escenario deportivo, que participan en el Campeonato Provincial de Segunda Categoría de Morona Santiago.
El estadio es sede de distintos eventos deportivos a nivel local, ya que también es usado para los campeonatos escolares de fútbol que se desarrollan en la ciudad en las distintas categorías, también puede ser usado para eventos culturales, artísticos, musicales de la localidad.